# Odbój bramny

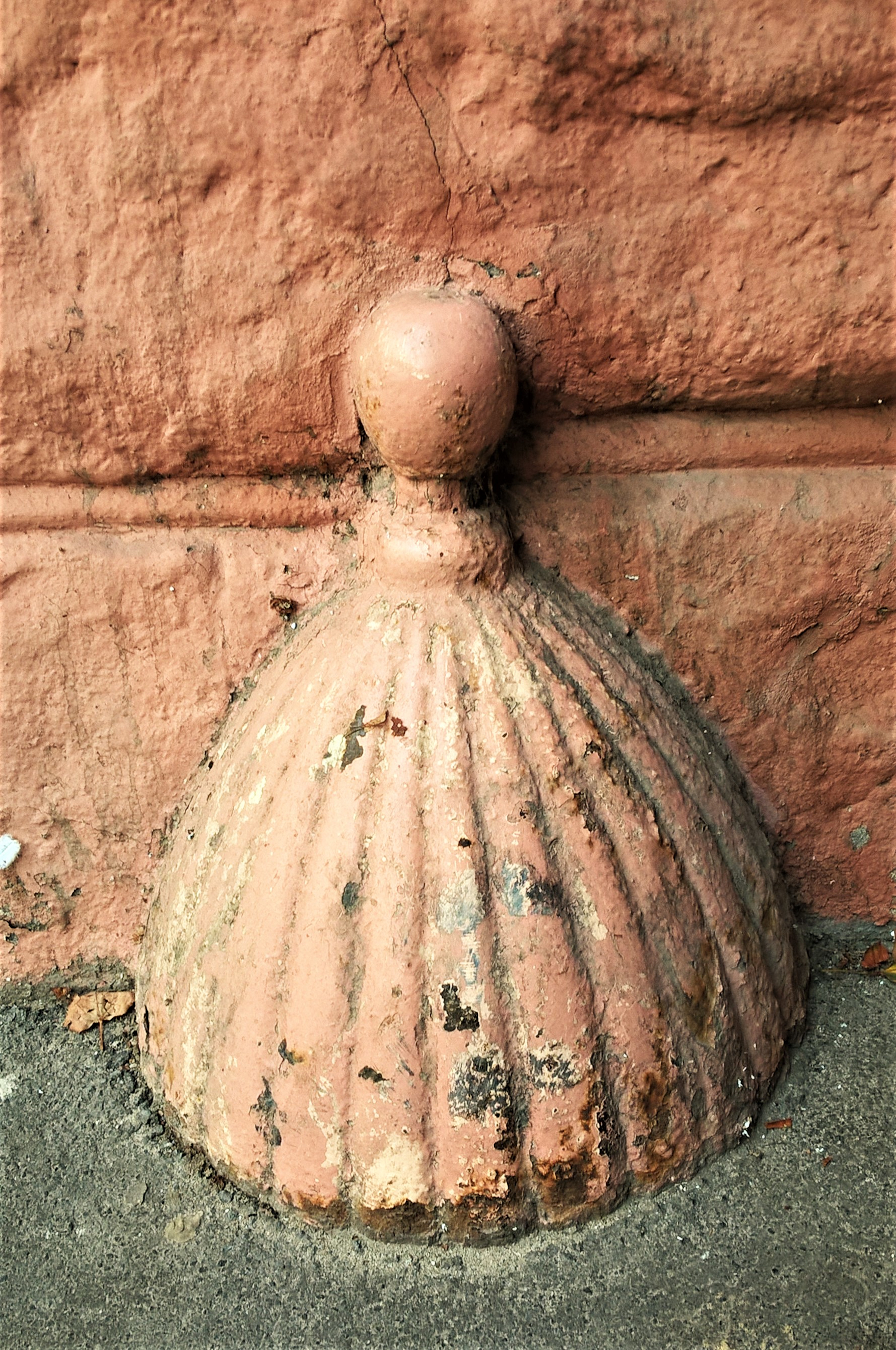
Odbój bramny przy ul. Chopina 11 w Lublinie

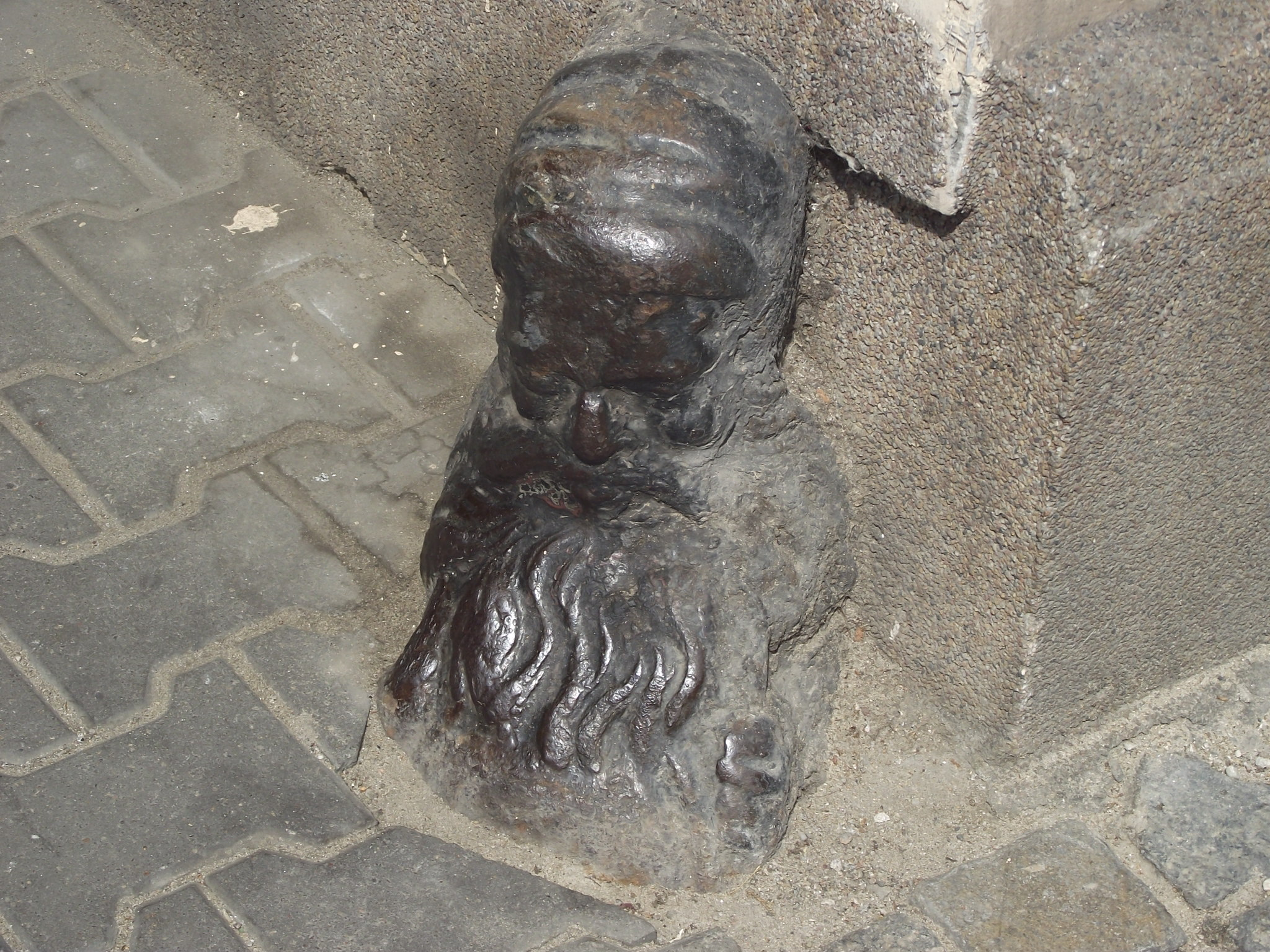
Odbój bramny w formie krasnala przy ul. Piotrkowskiej 17 w Łodzi

Odbój bramny (odbojnica) – kamienny lub żeliwny ogranicznik umieszczany na ziemi przy framudze po obu stronach bramy.
W sytuacji gdy front kamienicy zajmował całą szerokość działki, dostęp do podwórza i mieszkań w kamienicy wymagał przejazdu bramnego w budynku przyulicznym. Odboje, zwężające światło bramy, wprowadzano w celu ochrony ścian przejazdu przed obtłukiwaniem, zarysowaniem i innymi uszkodzeniami wywołanymi przez pojazdy konne. Odbojami mogły być kamienie polne, żelazne sztaby, mogły one też przyjmować bardziej zdobioną postać, np. żeliwnych krasnali.